# إرنست ر. ريدموند
إرنست ر. ريدموند (بالإنجليزية: Ernest R. Redmond) هو عسكري أمريكي، ولد في 10 يوليو 1883 في سالم في الولايات المتحدة، وتوفي في 12 فبراير 1966 في سان فرانسيسكو في الولايات المتحدة.